# Vasoconstricteur
Un vasoconstricteur est une substance qui agit de façon à rétrécir les vaisseaux sanguins, c'est-à-dire à rétrécir leur lumen. Les vasoconstricteurs sont utilisés cliniquement pour accroître la pression sanguine ou réduire localement le flot sanguin.
Ils s'opposent aux vasodilatateurs.

## Rhume
Des vasoconstricteurs comme la pseudoéphédrine sont proposés en automédication contre les symptômes du rhume, généralement associés au paracétamol ou à l'ibuprofène ainsi qu'à un antihistaminique comme la cétirizine.
L’Agence nationale de sécurité du médicament rappelle les risques inhérents à ces médicaments. Outre les risques de surdosage :
- ils ne doivent pas être pris en cas de grossesse ou d’allaitement ;
- ils ne doivent pas être administrés aux enfants de moins de 15 ans ;
- la durée du traitement ne doit pas dépasser 5 jours ;
- ils peuvent présenter des risques rares mais graves d'AVC ou d'infarctus du myocarde[2].

## Les vasoconstricteurs dans l'anesthésie dentaire

### Présentation
On utilise l'adrénaline, la noradrénaline et la corbadrine (en). C'est un élément indispensable dans l'ampoule d'anesthésique car le pouvoir initial vasoconstricteur de la molécule est très important.
Le plus utilisé, l'adrénaline, a un effet vasoconstricteur sur les récepteurs alpha et un effet vasodilatateur sur les récepteurs bêta. Un problème qui est souvent rencontré en odontologie est la prise de bêta-bloquant par les patients. Ces bêta-bloquants bloquent la fonction vasodilatatrice postopératoire de l'adrénaline. Ils vont également diminuer la circulation hépatique donc la biotransformation hépatique de la molécule sera diminuée.

### Action locale
- Diminution de la vitesse de résorption (donc on va pouvoir utiliser moins d'anesthésique)
- Diminution des saignements (augmentation de la durée d'action)
- Diminution de la toxicité (comme on en met moins)

### Contre-indications absolues
- Patient irradié dans la zone d'injection (pour traiter un lymphome de la cavité buccale par exemple). Le vasoconstricteur diminue la vascularisation or l'os est en survie ici à cause des rayons, s'il n'est plus vascularisé, il part en nécrose.
- Prise de cocaïne
- L'asthme cortico-dépendant (à cause des allergies aux sulfites)
- Phéochromocytome
- Diabète non équilibré (nécroses locales)

### Contre-indications relatives
La recommandation maximale est de 40 microgrammes, ce qui correspond à au moins 4 carpules de 1,8 ml à 1/200000e d'anesthésique.